# Le ciel brûle

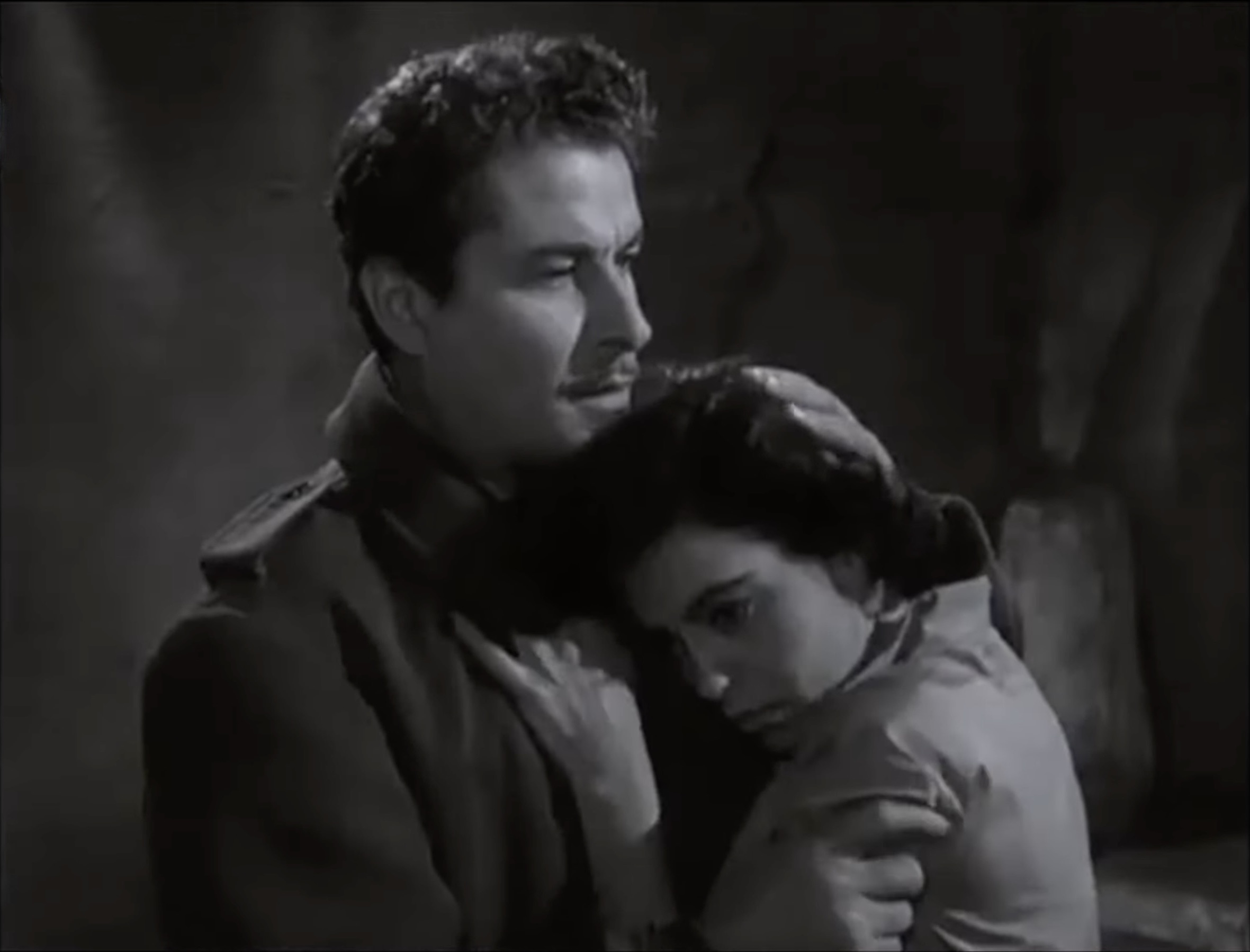
Une scène du film «Le ciel brûle»(1957)

Le ciel brûle (Il cielo brucia) est un film italo-espagnol de Giuseppe Masini sorti en 1958.

## Synopsis
L’aventure très romancée de l’escadrille des « Bossus maudits » composée d’une poignée d’hommes qui, au cours de la Seconde Guerre mondiale, se sont distingués à bord de leurs S.M. 79 de l’Armée de l’air italienne.

## Fiche technique
- Réalisation : Giuseppe Masini
- Scénario : Giuseppe Masini, Siro Angeli, Ugo Guerra, Giorgio Prosperi
- Chef opérateur : Anchise Brizzi
- Musique : Angelo Francesco Lavagnino
- Montage : Renato Cinquiti
- Directeur de production : Jan Kopecky
- Sociétés de production : CTC (Italie) - Planeta Films (Espagne)
- Année de réalisation : 1957
- Durée : 86 minutes
- Genre : Drame de guerre
- Dates de sortie : 
  - Italie : 14 juin 1958
  - France : 12 décembre 1960

## Distribution
- Amedeo Nazzari : Carlo Casati
- Antonella Lualdi : Laura Sandri
- Folco Lulli : Tazzoli
- Franco Interlenghi : Ferri
- Fausto Tozzi : Marchi
- Walter Santesso : Damonte
- Faith Domergue : Anna
- Gabriella Palazzoli

## Critiques
« L'interprétation est très supérieure à la réalisation. L'invraisemblance de certaines situations et le style mélodramatique employé nuisent sensiblement à la leçon d'énergie, que pourrait donner le film. »